# ルイス・スウィフト
ルイス・スイフト（Lewis A. Swift, 1820年2月29日 – 1913年1月5日）は、アメリカ合衆国の天文学者。
多くの彗星を発見した。周期彗星11P/テンペル・スイフト・LINEAR彗星 、 64P/スウィフト・ゲーレルス彗星、 109P/スウィフト・タットル彗星の他、 C/1877 G2 、 C/1878 N1 、 C/1879 M1 、 C/1881 J1 、 C/1881 W1 、 C/1892 E1 、 D/1895 Q1 、 C/1896 G1 、 C/1899 E1 、 C/1883 D1 (Brooks-Swift) を発見した。息子のエドワード・スイフトも 54P/デヴィコ・スウィフト・NEAT彗星 を発見している。その他に数百の星雲を発見した
。
1878年に水星軌道の内側にあるとされた惑星（いわゆる「バルカン」）を発見したと発表して話題になったが、間違いであることがわかった。
ロチェスターの製薬会社のオーナー、ハルバート・ウォーナーの後援を受け、1884年からウォーナー天文台の所長となった。1893年の恐慌でウォーナーが破産すると、カリフォルニアに移り、ローウィ天文台の所長となった。
最後に彗星を発見したのは76歳の時である。スイフトは93歳まで生きて1835年と1910年のハレー彗星の2回の出現を見たことになった。
1897年に観測天文学に功績に対して贈られるジャクソン＝グウィルト・メダルを王立天文学会から受賞した
。小惑星 (5035)スウィフトは彼の功績を称えて命名された。